# Liste der Kardinalskreierungen Gregors XII.
Papst Gregor XII. kreierte im Verlauf seines Pontifikates folgende Kardinäle:

## 9. Mai 1408
- Antonio Correr CRSA
- Gabriele Condulmer CRSA
- Giovanni Dominici OP
- Giacopo del Torso

## 19. September 1408
- Ludovico Bonito
- Angelo Cino
- Angelo Barbarigo
- Bandello Bandelli
- Philip Repington CRSA
- Matthäus von Krakau
- Luca Manzoli O.Hum.
- Vicente de Ribas OSB
- Pietro Morosini jun.
- Ottaviano Ottaviani